# Rhamphomantis megarhynchus
Rhamphomantis megarhynchus là một loài chim trong họ Cuculidae.